# チェルシー・グリーン
チェルシー・アン・カルドナ（Chelsea Anne Cardona, 旧姓：グリーン＜Green＞, 1991年4月4日 - ）は、カナダのブリティッシュコロンビア州ビクトリア出身の女子プロレスラー。WWEにてチェルシー・グリーン（Chelsea Green）のリングネームで所属。夫は同じくプロレスラーのマット・カルドナ。

## 経歴

### キャリア初期
2014年にジャイダのリングネームでデビューし、カナダのインディ団体で活動した。同年8月11日にはWWEのRawにて、ダニエル・ブライアンのセラピスト、ミーガン・ミラーとして登場。ブライアンと不倫関係にあったこと（アングル）を明かし、激怒した妻のブリー・ベラから平手打ちされた。2015年にはタフイナフに出演した。

### TNA / インパクト・レスリング
2016年1月7日、TNAに初登場。6月に正式契約を結んだ。9月29日にリングネームをローレル・バン・ネスに変更した。
2017年3月より精神障害を患ったギミックを取り入れ、荒れたメイクにところどころ破れたウェディングドレス、裸足という独特な服装で試合を行うようになった。11月8日、ローズマリーに勝利してインパクト・ノックアウト王座を初戴冠。その後、契約満了後にインパクト・レスリングを退団してWWEと契約する予定だったため、プロデューサーに契約解除を要求したが、タイトルを保持していたため拒否された。
2018年1月13日、アリーに敗れて王座陥落し、そのままインパクト・レスリングを退団した。

### WWE

#### NXT
2018年8月3日にトライアウトを経てWWEと契約。10月8日のNXTにてWWE移籍後初の試合を行った。
2019年12月23日にはRAWへ登場し、シングルマッチでシャーロット・フレアーに敗れた。
2020年1月8日より、ロバート・ストーンをマネージャーとして雇用した。26日のPPV『ロイヤルランブル』では女子ロイヤルランブル戦に出場した。3月4日にはNXT女子王座への挑戦者を決めるラダーマッチに出場したが、敗れた。5月27日にマネージャーのストーンを解雇した。その後Rawへ昇格する予定だったが、ディレクターのポール・ヘイマンが辞任したため取りやめとなった。

#### SmackDown
2020年11月13日、SmackDownに初登場。サバイバー・シリーズへの出場者を決めるフェイタル4ウェイマッチに出場したが、敗れた。後にこの試合はグリーンが勝利する予定であったが、手首を骨折したためリヴ・モーガンに変更されたことが明らかになった。
2021年4月15日にWWEから解雇された。

### ROH
2021年7月11日、ROHに初登場。ROH女子世界王座を決めるトーナメントに出場予定だったが、胸部と手首を骨折したため辞退し、コメンテーターを務めた。

### インパクト復帰
2021年7月17日、インパクト・レスリングに復帰。夫のマット・カルドナと組んで男女混合タッグマッチでブライアン・マイヤーズ、テニール・ダッシュウッドに勝利した。
2022年8月12日、ディオナ・プラッツォと組んでインパクト・ノックアウト世界タッグチーム王座を初戴冠した。10月7日に王座陥落した。

### WWE復帰
2023年1月28日、ロイヤルランブルの女子ロイヤルランブル戦にてサプライズで登場し、WWEに復帰した。その後はRAW所属となり、ソーニャ・デビルとタッグを結成。4月1日のPPV『レッスルマニア39』ではタッグマッチでロンダ・ラウジー、シェイナ・ベイズラーに敗れた。7月3日、デビルと組んでWWE女子タッグチーム王座への挑戦者を決めるターモイルマッチで勝利。17日の王座戦でリヴ・モーガン、ラケル・ロドリゲスに勝利し、王座を初戴冠した。8月7日、デビルが前十字靱帯を断裂して長期欠場することが明らかになった。14日に新たなタックパートナーのオーディションを開催する予定だったが、パイパー・ニーベンが現れて自分が新パートナーであることを宣言した。12月18日にケイデン・カーター、カタナ・チャンスに敗れて王座陥落した。
2024年のロイヤルランブルの女子ロイヤルランブル戦では14番目に登場し、ベッキー・リンチに敗退させられるまで17分以上戦った。その後行われたWWEドラフトにて、パイパーと共にSmackDownから指名され移籍した。4月30日、NXTのPPV『スプリング・ブレイキン』にサプライズで登場し、ロクサーヌ・ペレスの持つNXT女子王座へ挑戦したが、敗れた。11月22日より、新たに創設されたWWE女子US王座の初代王者を決めるトーナメントに出場。1回戦でビアンカ・ベレアー、ブレア・ダベンボートとのトリプルスレットマッチで勝利し、準決勝ではベイリーに勝利して決勝に進出した。12月14日のPPV『サタデーナイト・メインイベント』にてミチンとの決勝に勝利して優勝し、初代王者となった。
2025年5月24日（日本時間25日）にゼリーナ・ベガと女子US王座をかけてサタデー・ナイト・メイン・イベントで対戦相手するが敗北。

## 獲得タイトル
WWE
- WWE女子US王座：1回
- WWE女子タッグチーム王座：1回

w / ソーニャ・デビル、パイパー・ニーブン
インパクト・レスリング
- インパクト・ノックアウト王座：1回
- インパクト・ノックアウト世界タッグチーム王座：1回

w / ディオナ・プラッツォ
オールスター・レスリング
- ASW女子王座：1回

プロレスリング2.0
- PW2.0タッグチーム王座：1回

w / サンタナ・ギャレット
クイーンズ・オブ・コンバット
- QOCタッグチーム王座：1回

w / テイラー・ヘンドリックス